# Tsutomu Takahashi
Tsutomu Takahashi (jap. 高橋ツトム, Takahashi Tsutomu; * 20. September 1965 in der Präfektur Tokio, Japan) ist ein japanischer Manga-Zeichner.

## Leben
Takahashi nahm 1987 bei einem Wettbewerb des Manga-Magazins Morning teil, bei dem Nachwuchszeichner für das neue Afternoon-Magazin gesucht wurden. Er gewann diesen und war damit einer der ersten Preisträger des Afternoon-Shiki-Preises. Daraufhin hatte der Zeichner die Möglichkeit, bei Kaiji Kawaguchi als Assistent zu lernen und schließlich sein erstes Werk als professioneller Zeichner zu veröffentlichen – die Kurzgeschichte Jiraishin erschien 1989 im Morning.
1992 begann er, Jiraishin für das Afternoon-Magazin als Fortsetzungsgeschichte zu zeichnen. Bis 2000 erschien der Manga in über 4.000 Seiten in diesem Magazin, der Kōdansha-Verlag brachte den Manga auch in 19 Büchern heraus. Jiraishin, das 1999 für den Kōdansha-Manga-Preis nominiert war, ist eine ernsthafte Serie um den Detektiv Kyoya Iida, der für die Polizei in Shinjuku tätig ist und zahlreiche Fälle untersucht. Jiraishin ist Takahashis bislang längstes Werk.
Seit 1997 ist Takahashi für einen zweiten Verlag tätig, Shūeisha. Für dessen Young Jump-Magazin schuf er 1997 und 1999 die Kurzgeschichten 69 und Route 69 sowie 1999 die Serie Alive, die 2002 unter der Regie Ryūhei Kitamuras verfilmt wurde. Alive beschreibt einen Serienmörder, der, um der Todesstrafe zu entgehen, zustimmt, an einem Experiment teilzunehmen. Für Young Jump zeichnete der Mangaka außerdem die Serie Sky High, zu der 2003, erneut mit Kitamura als Regisseur, ein gleichnamiger Film entstand, und die Fortsetzungen zu dieser sowie den drei Bücher umfassenden Manga Blue Heaven, in dem ein Mann auf dem weltweit größten Luxusschiff ein Massaker anrichtet.
Für das Morning-Magazin kreierte er von 2000 bis 2002 die etwa 1.600 Seiten in neun Sammelbänden umfassende Comicserie Tetsuwan Girl um eine Frauen-Baseballmannschaft im Japan der Nachkriegszeit. Im Afternoon erscheint seit 2002 seine Serie Bakuon Rettō, für Young Jump zeichnet er seit 2005 an Sidooh.
2005 führte Takahashi gemeinsam mit Shun Nakahara Regie bei dem Spielfilm Ichigo no kakera (苺の破片). In diesem geht es um die Manga-Zeichnerin Ichigo Nekota, die in Alkoholismus verfällt, weil sie seit zwölf Jahren keinen großen Erfolgscomic mehr hatte.
Sein Werk, das ausschließlich aus sich vor allem an erwachsene Männer richtenden Seinen-Manga besteht, wurde ins Französische, Englische, Spanische, Koreanische, Italienische und Thailändische übersetzt. Ein in Hamburg spielender Auszug aus Jiraishin in zwei Bänden, der in Zusammenarbeit mit Matz Mainka entstand, wurde 1995 im deutschsprachigen Raum beim Carlsen Verlag veröffentlicht.
Shūhō Satō (Black Jack ni Yoroshiku) und Tsutomu Nihei (Blame!) waren eine Zeit lang seine Assistenten.

## Werke
- Jiraishin (地雷震), 1989, 1992–2000
- 69, 1997
- Tenshi no Wakamae (天使のわけまえ), 1998 (gemeinsam mit Gō Ohinata)
- Alive, 1999
- Route 69, 1999
- Tetsuwan Girl (鉄腕ガール, tetsuwan gāru), 2000–2002
- Sky High (スカイハイ, sukaihai), 2001–2002
- Blue Heaven, 2002–2003
- Bakuon Rettō (爆音列島), seit 2002
- Sky High Karma (スカイハイ・カルマ, sukaihai karuma), 2003
- 7 Games, 2003
- Sky High Shinshō (スカイハイ・新章, sukaihai shinshō), 2003
- Sidooh (SIDOOH-士道, shidō), seit 2005
- Sky High 4 (スカイハイ4, sukaihai 4), seit 2005
- Dead Flowers, 2005 (als 猫田イチゴ, Nekota Ichigo)